# Мавзолей Омара Хайяма
Мавзолей Омара Хайяма, расположенный на юго-восточной окраине города Нишапур, — яркое произведение иранской архитектуры XX века в стиле модернизма, национальный памятник Ирана. Сооружён над надгробием великого персидского поэта по проекту архитектора Хушенга Сейхуна; открыт 2 апреля 1963 года.
Омар Хайям умер в своём родном городе 4 декабря 1131 года. Первое письменное упоминание места его захоронения относится к 1135 или 1136 году, когда в Нишапур приехал Низами Арузи. В своих воспоминаниях он рассказывал, что ещё за двадцать лет до ухода из жизни Омар Хайям пророчествовал в Балхе, как на место его упокоения весной будут падать лепестки цветов. Низами Арузи усомнился тогда, что такое возможно, хотя и не считал Хайяма способным на пустословие. Однако придя на могилу своего учителя, он прослезился: могила была прямо у стены, разделяющей кладбище и фруктовый сад, и ветви груш и персиков, раскачиваясь над оградой, осыпали её бело-розовым цветом.
Позже рядом была построена мечеть Имамзаде Мухаммад Махрук, надгробие Омара Хайяма оказалось у неё во дворе. В XVI или XVII веке оно было окружено простой кирпичной стеной без украшений и накрыто бирюзовым куполом. Именно таким его увидел Перси Сайкс, путешествуя по Ирану.

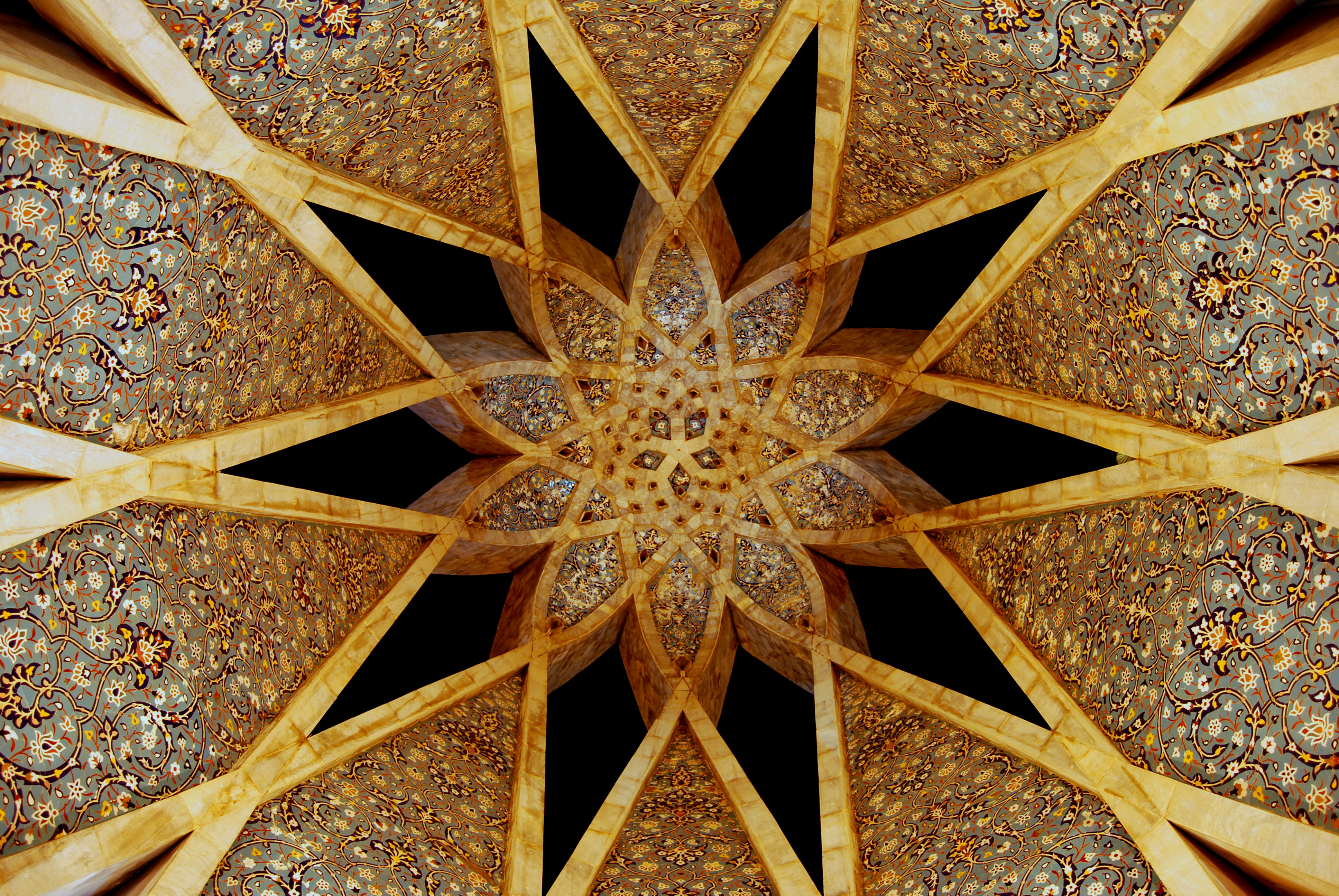

Реконструкция мавзолея была заказана шахом Ирана Резой Пехлеви в 1934 году, в преддверии тысячелетия Фирдоуси. Гробница была перенесена в парк, а над ней был воздвигнут стройный 22-метровый монумент, отделанный белым мрамором. В двадцати пересекающихся наклонных спирально закрученных колоннах памятника Хушенг Сейхун зашифровал отсылки не только к литературному творчеству, но к математическому и астрономическому наследию Омара Хайяма. Если войти внутрь мавзолея и поднять голову, откроется звездообразное завершение памятника, через которое видно небо. Монумент украшен майоликовыми панно с рубаи поэта в каллиграфическом исполнении «шекасте насталик» с мотивами цветов и листьев (художник — Мортеза Абдолрасул).